# Accademia dei Vignaiuoli

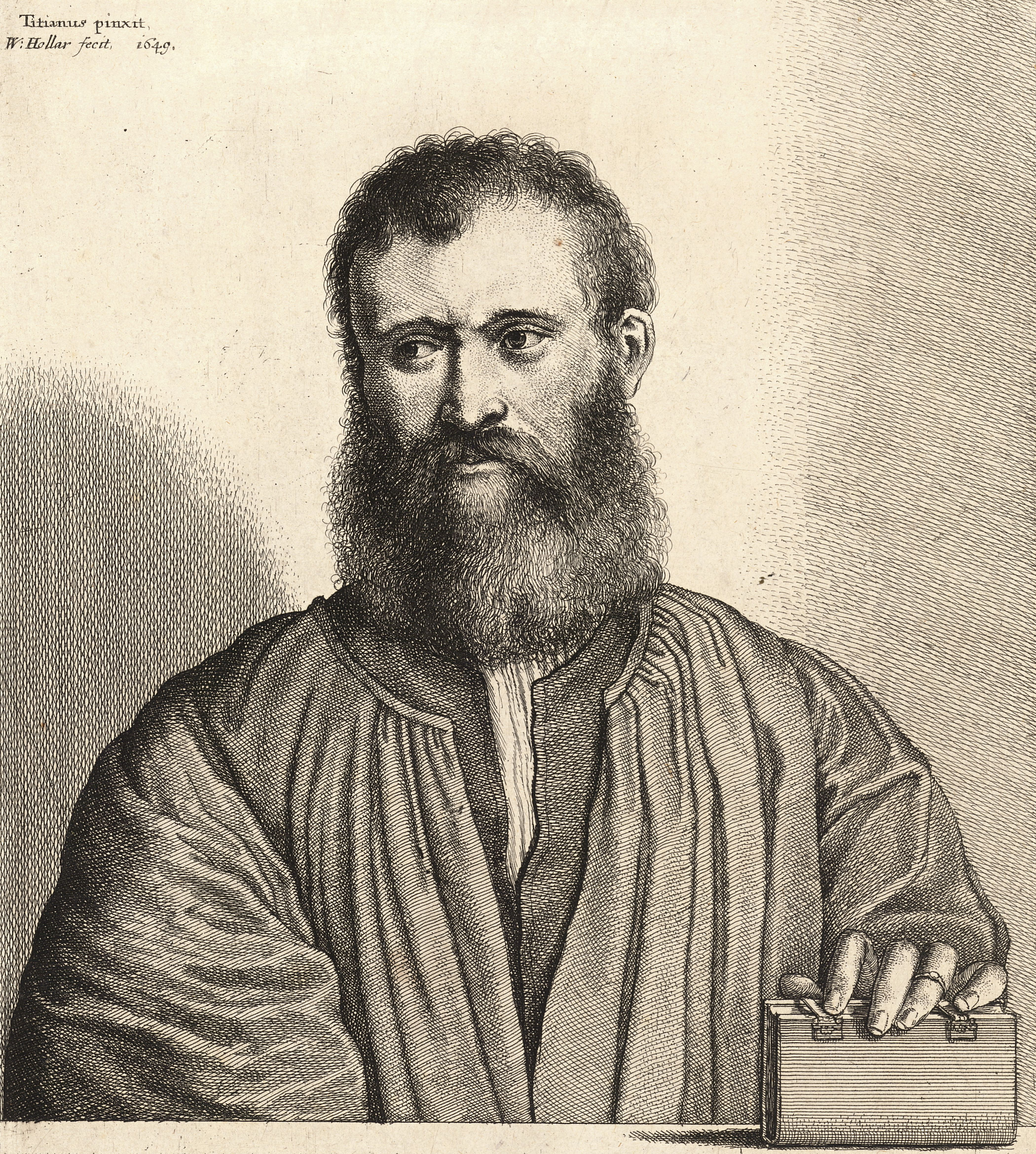
Wenceslas Hollar, Giovanni Della Casa

L'Accademia dei Vignaiuoli (o dei Vignaioli) fu un sodalizio culturale sorto a Roma a partire dall'estate del 1532, anno in cui si trasferì a Roma l'umanista mantovano Uberto (Roberto) Strozzi, nipote del famoso letterato Baldassarre Castiglione, che ne fu l'animatore. 
Nella dedicatoria delle Institutioni di Mario Equicola si ricorda infatti che la dimora del gentiluomo era divenuta "il diporto di tutti i più famosi accademici che fossero in corte", che si dedicavano soprattutto alla recitazione e all'improvvisazione di versi burleschi.
Il nome "Accademia dei Vignaiuoli" è stato mutuato da alcune citazioni di Anton Francesco Doni, che non hanno tuttavia valore documentario: come ha precisato Danilo Romei, può dunque essere conservato solo come etichetta convenzionale. Tale accademia si avvicina più al modello libero e aperto delle accademie umanistiche che a quello codificato proprio delle accademie del secondo Cinquecento.  Componenti dell'Accademia furono Giovanni Mauro d'Arcano, Giovanni Dalla Casa, Carlo Gualteruzzi, Francesco Maria Molza, Agnolo Firenzuola, Giovan Francesco Bini, Gandolfo Porrino, Mattio Franzesi, Trifone Benci, Lelio Capilupi, Pietro Gelido, Ippolito de' Medici. Partecipò brevemente a tali conviti Francesco Berni, tra l'aprile e il settembre del 1533, prima di fare definitivo ritorno a Firenze.